# Блуаський дім

Герб Блуаського дому (старий).

Блуаський дім (фр. maison de Blois) — французький шляхетний рід франкського походження. Відіграв важливу роль в історії середньовічних Франції, Англії, Наварри тощо. Отримав назву від Блуаського графства. Походить від блуаського віконта Теобальда Старого. Основи могутності роду заклав його син Теобальд I Блуаський. Його нащадки керували графствами Блуа, Шартра, Шатодена, Труа, Мо, контролювали Шампань і Бурзьку архідіоцезію. Вони також мали титули графів Блуаських, Шампанських і королів Наварських (1234—1304). Конкурували за могутністю з графами Анжуйськими, а також з королями Франції з династії Капетингів, домен яких оточували їхні володіння. Також — Шампанський рід (ісп. casa de Champaña), Блуа-Шампанський дім,  Тібальдини (фр. Thibaldiens), Теобальдини (нім. Theobaldiner).

## Герби

Графи Блуаські
Графи Шампанські
Королі Наварри
Уявний герб Стефана І
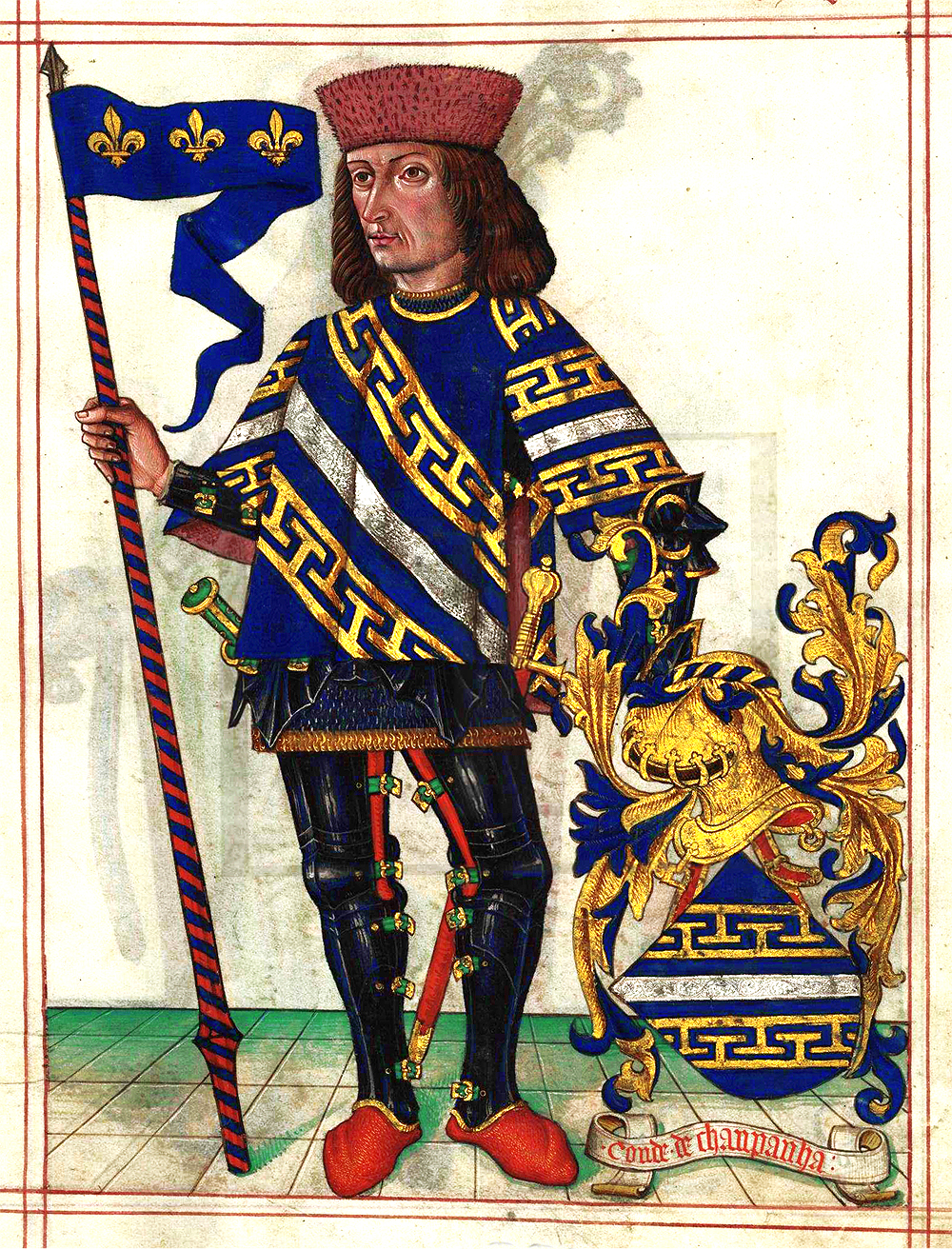
Livro do Armeiro-Mor

## Представники
- Етьєн III Блуаський (1096–1154), став королем Англії під іменем Стефана Блуаського;
- Генріх II Шампанський (1166–1197), став королем Єрусалиму;
- Адель Шампанська (бл. 1140–1206), королева та регентка Франції, дружина короля Людовика VII й мати короля Філіпа II Августа;
- Теобальд II  — граф Шампанський (1125—1152)
  - Теобальд III — граф Шампанський (1197—1201).
    - Теобальд IV — граф Шампанський (1201—1253), король Наварри.
      - Теобальд V — граф Шампанський (1253—1270), король Наварри.
      - Генріх I — граф Шампанський (1270—1274), король Наварри.
        - Іоанна I — графиня Шампанська, королева Наварри (1274) і Франції (1285—1305)